# خالد بن محمد بن عبد الرحمن آل سعود
الأمير خالد بن محمد بن عبد الرحمن بن فيصل آل سعود (1319هـ\ 1357هـ) أكبر أبناء الأمير محمد بن عبد الرحمن بن فيصل آل سعود، ولد في الرياض.
شارك في عده المعارك في بداية الدولة السعودية الثالثة وكان ملازما لوالده الأمير محمد بن عبد الرحمن.

## زوجته
- الأميرة موضي بنت تركي بن عبد العزيز بن عبد الله آل سعود. والدة الأمير سعود.
- الأميرة نورة (الأولى) بنت عبد العزيز آل سعود (متوفية). والدة الأمير فهد، والأميرة الجوهرة.

## الأبناء
- الأمير سعد بن خالد (متوفي). متزوج من الأميرة نورة بنت فهد بن محمد بن عبد الرحمن آل سعود، وله من الأبناء الأمير خالد، الأمير محمد، الأمير بندر، الأمير سلطان، الأميرة نوف،  الأميرة مضاوي، والأميرة عبير(متزوجة من الأمير تركي بن محمد بن عبدالله بن عبدالرحمن آل سعود).
- الأمير سعود بن خالد (متوفي). متزوج من الأميرة نورة الفيصل بن عبد العزيز آل سعود، وله من الأبناء الأمير خالد، الأمير محمد (متزوج من الأميرة هالة بنت مشاري بن عبد العزيز آل سعود)، الأمير بندر (متزوج من الأميرة مشاعل بنت فهد بن خالد بن محمد آل سعود)، الأميرة مها، والأميرة هناء.
- الأمير فهد بن خالد (متوفي). متزوج من الأميرة منيرة بنت محمد بن عبد العزيز بن عبد الله آل سعود وله من الأبناء الأمير بندر (كان ضابطًا في القوات المسلحة ومدير عام المصانع الحربية بالخرج)، الأمير خالد (رئيس مجلس إدارة شركة اسمنت الجوف، ومتزوج من الأميرة منيرة بنت عبد الله بن محمد آل سعود)، الأميرة حصة (كانت متزوجة من الأمير خالد بن عبد الله بن محمد آل سعود ولها من الأبناء الأمير تركي، الأميرة العنود، الأميرة غادة) ، الأميرة نوف (متزوجة من الأمير تركي الفيصل بن عبد العزيز آل سعود)، الأميرة العنود، الأميرة نورة (متزوجة من الأمير فهد بن عبد الله بن محمد بن سعود الكبير)، الأميرة سارة، الأميرة الجوهرة، والأميرة مشاعل (متزوجة من الأمير بندر بن سعود بن خالد بن محمد آل سعود).[بحاجة لمصدر]
- الأمير عبد الله بن خالد.

### البنات
- الأميرة حصة بنت خالد.
- الأميرة نوف بنت خالد.
- الأميرة العنود بنت خالد. متزوجة من الأمير سعود بن عبد الله الفيصل بن عبد العزيز آل سعود.
- الأميرة نورة بنت خالد.
- الأميرة سارة بنت خالد.
- الأميرة مشاعل بنت خالد.
- الأميرة الجوهرة بنت خالد (متوفية). متزوجة من الأمير عبد الله الفيصل بن عبد العزيز آل سعود.[1]

## وفاته
توفي الأمير خالد بن محمد بن عبد آلرحمن آل سعود في عام 1357هـ الموافق 1938 في عهد عبد العزيز آل سعود، وذلك بحادث سير في أثناء رحلة صيد وقد نعاه الديوان الملكي السعودي. وكان عبد العزيز آل سعود يعتمد عليه في كثير من الحملات الحربية والتأديبية ومات شابا في عمر 36 سنة ودفن في منطقة الصمان.